# Gagik Beglarian
Gagik Beglarian (en arménien Գագիկ Բեգլարյան), né le 1er janvier 1964 à Erevan, est un homme politique arménien. Il a été désigné le 4 mars 2009 maire intérimaire d'Erevan jusqu'aux élections municipales du 31 mai 2009 par le président Serge Sargsian. Il est en outre la tête de liste du Parti républicain d'Arménie pour ces élections, remportées par ce parti ; Gagik Beglarian est ainsi installé maire le 8 juin 2009. Cependant, le 8 décembre 2010, il est contraint de démissionner de son poste de maire après avoir battu un fonctionnaire ayant refusé à son épouse lors d'un concert le siège traditionnellement réservé au premier ministre ou au Catholicos Garéguine II.